# 馬爾貝格巴赫河
50°42′0.21″N 7°4′20.74″E / 50.7000583°N 7.0724278°E
馬爾貝格巴赫河（德語：Mahlbergbach），是德國的河流，位於該國西部，處於北萊茵-威斯特法倫州，屬於恩德尼希巴赫河的支流，河道全長0.4公里，流域面積0.1平方公里。